# Église Saint-Séverin de Währing
L'église Saint-Séverin (allemand : Severinkirche), ou communément église lazariste (allemand : Lazaristenkirche), est un édifice religieux catholique romaine situé dans l'arrondissement de Währing, à Vienne.

## Histoire
Pour la province autrichienne des lazaristes créée en 1853, on bâtit un monastère en 1868 au Antonigasse 72 dans Währing. Il comprend une chapelle néo-gothique consacrée à sainte Anne, appartenant aujourd'hui à l'école catholique gérée par l'archidiocèse de Vienne. En 1875, les lazaristes décident de construire une église sur la propriété voisine.
La commande est donnée à Friedrich von Schmidt, l'architecte du Rathaus de Vienne, qui avait auparavant conçu l'église lazariste de Neubau (de). Le maître d'œuvre est Josef Schmalzhofer, sous la direction de Richard Jordan, un élève de Schmidt. L'église est consacrée le 20 octobre 1878. En 1939, l'archévêque de Vienne, le cardinal Theodor Innitzer, l'élève au rang d'église paroissiale.

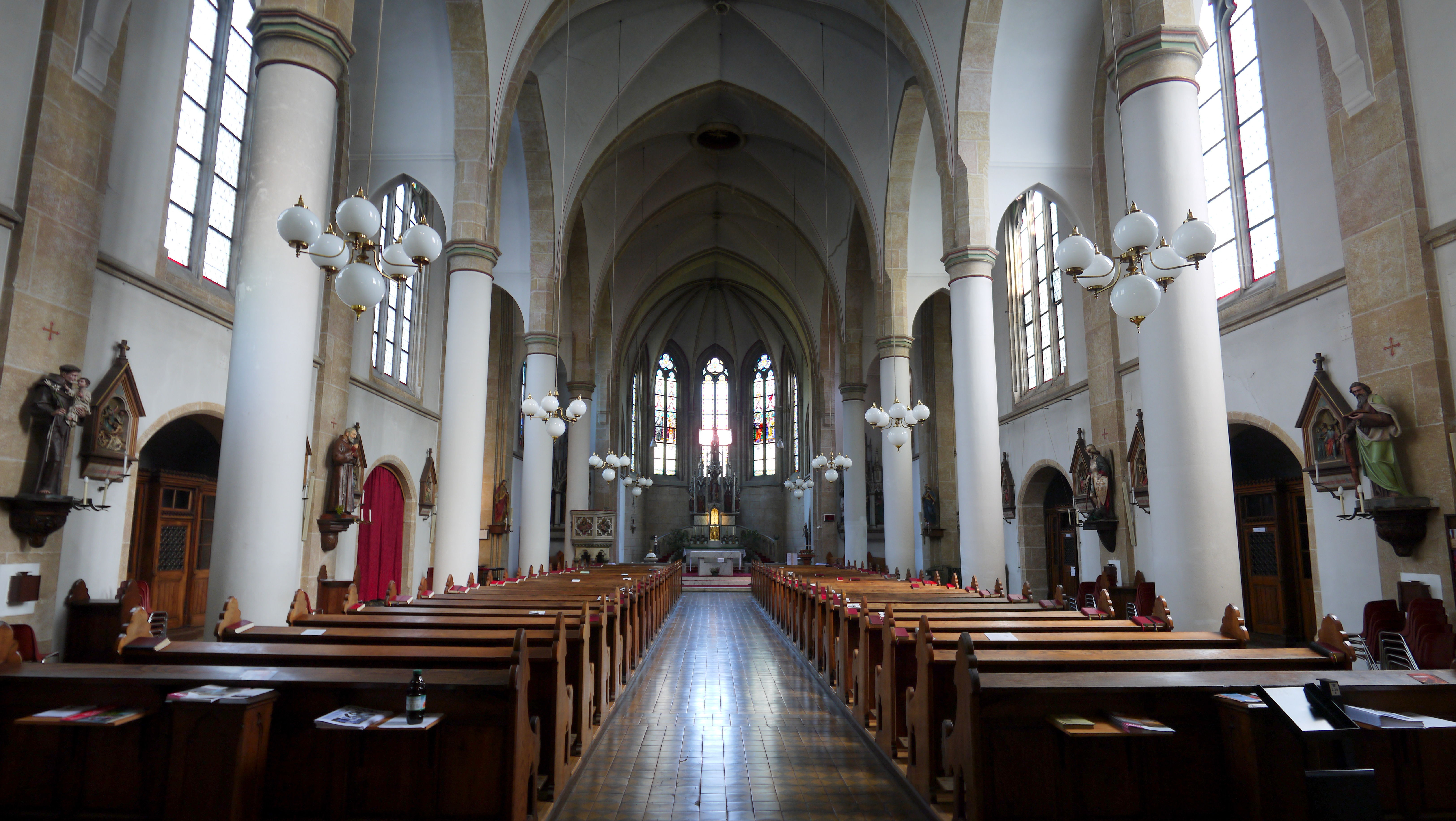
Intérieur de l'église lazariste de Währing

Après les bombardements de la Seconde Guerre mondiale en 1945, le presbytère et une partie de l'église sont détruits. La reconstruction de l'église se fait de 1945 à 1950, tandis qu'une nouvelle figure de Séverin du Norique, à qui l'église est consacrée, est installée, elle est l'œuvre du sculpteur Adolf Treberer-Treberspurg (de). Les quatre Évangélistes sont représentés sur la balustrade de la chaire. L'architecte Ladislaus Hruska (de) fait une chapelle commémorative de la guerre. En 1978, sous la direction d'Erwin Plevan (de), l'intérieur est légèrement remanié et l'ensemble restauré. L'orgue de la facture Walcker-Mayer date de 1975, il a 28 registres sur deux claviers et un pédalier.
En septembre 1995, l'église passe sous l'autorité des lazaristes de la province de Pologne. En octobre 1998, il revient à l'archidiocèse de Vienne.

## Source, notes et références
- (de) Cet article est partiellement ou en totalité issu de l’article de Wikipédia en allemand intitulé « Lazaristenkirche (Währing) » (voir la liste des auteurs).